# Pericycos varieguttatus
Pericycos varieguttatus är en skalbaggsart som först beskrevs av Schwarzer 1926.  Pericycos varieguttatus ingår i släktet Pericycos och familjen långhorningar. Inga underarter finns listade i Catalogue of Life.